# Liste der Kulturgüter von nationaler Bedeutung im Kanton St. Gallen
Diese Liste enthält alle national bedeutenden Kulturgüter (A-Objekte, geregelt in KGSV) im Kanton St. Gallen, die in der Ausgabe 2009 (Stand: 1. Januar 2018) des Schweizerischen Inventars der Kulturgüter von nationaler und regionaler Bedeutung vermerkt sind. Sie ist nach politischen Gemeinden sortiert; enthalten sind 77 Einzelbauten, 14 Sammlungen, 20 archäologische Fundstellen und ein Spezialfall.

## Abkürzungen
- A: Archäologie
- Arch: Archiv
- B: Bibliothek
- E: Einzelobjekt
- M: Museum
- O: Mehrteiliges Objekt
- S: Spezialfall

## Inventar nach Gemeinde

### Amden
| KGS-Nr. | Foto | Objektbezeichnung                               | Typ | Adresse | Koordinaten     |
| ------- | ---- | ----------------------------------------------- | --- | ------- | --------------- |
| 09649   |      | Burg Strahlegg (römischer Wachtturm, Burgruine) | A   | Betlis  | 729620 / 221870 |

### Bad Ragaz
| KGS-Nr. | Foto | Objektbezeichnung      | Typ | Adresse            | Koordinaten     |
| ------- | ---- | ---------------------- | --- | ------------------ | --------------- |
| 08085   |      | Ruine Freudenberg      | A E |                    | 756220 / 208540 |
| 08090   |      | Kapelle St. Leonhard   | E   | Sarganserstrasse 4 | 756190 / 208980 |
| 09390   |      | Dorfbad mit Trinkhalle | E   | Bartholoméplatz 1  | 756812 / 207764 |

### Balgach
| KGS-Nr. | Foto | Objektbezeichnung | Typ | Adresse         | Koordinaten     |
| ------- | ---- | ----------------- | --- | --------------- | --------------- |
| 08092   |      | Altes Rathaus     | E   | Steigstrasse 17 | 763654 / 253054 |

### Berg
| KGS-Nr. | Foto | Objektbezeichnung        | Typ | Adresse      | Koordinaten     |
| ------- | ---- | ------------------------ | --- | ------------ | --------------- |
| 09509   |      | Schloss Kleiner Hahnberg | E   | Hahnberg 182 | 748980 / 262316 |

### Degersheim
| KGS-Nr. | Foto | Objektbezeichnung                  | Typ | Adresse               | Koordinaten     |
| ------- | ---- | ---------------------------------- | --- | --------------------- | --------------- |
| 08112   |      | Zisterzienserinnenkloster Magdenau | O   | Wolfertswil, Magdenau | 730722 / 251623 |
| 08114   |      | Ehemalige Pfarrkirche St. Verena   | E   | Wolfertswil, Magdenau | 730480 / 251420 |

### Eschenbach
| KGS-Nr. | Foto | Objektbezeichnung            | Typ | Adresse               | Koordinaten     |
| ------- | ---- | ---------------------------- | --- | --------------------- | --------------- |
| 08120   |      | Kusterhaus (Landrichterhaus) | E   | Dorfstrasse 13        | 712320 / 233140 |
| 10481   |      | Fründsberg (Burgstelle)      | A   | Goldingen, Fründsberg | 713675 / 238055 |

### Flawil
| KGS-Nr. | Foto | Objektbezeichnung | Typ | Adresse                      | Koordinaten     |
| ------- | ---- | ----------------- | --- | ---------------------------- | --------------- |
| 08125   |      | Altes Rathaus     | E   | Burgau, Rathausstrasse       | 733630 / 252072 |
| 09401   |      | Gasthof Hirschen  | E   | Oberglatt, St. Gallerstrasse | 733370 / 252666 |

### Flums
| KGS-Nr. | Foto | Objektbezeichnung                                                          | Typ | Adresse      | Koordinaten     |
| ------- | ---- | -------------------------------------------------------------------------- | --- | ------------ | --------------- |
| 08130   |      | Katholische Kirche St. Justus                                              | E   | Marktstrasse | 744710 / 217300 |
| 08134   |      | Kapelle St. Jakob                                                          | E   | St. Jakob    | 743327 / 218273 |
| 09650   |      | Burg Gräpplang (prähistorische Höhensiedlung / mittelalterliche Burgruine) | A E |              | 743750 / 218620 |

### Gaiserwald
| KGS-Nr. | Foto | Objektbezeichnung                 | Typ | Adresse          | Koordinaten     |
| ------- | ---- | --------------------------------- | --- | ---------------- | --------------- |
| 08135   |      | Katholische Pfarrkirche St. Josef | E   | Abtwil, Kirchweg | 742260 / 254030 |

### Gossau
| KGS-Nr. | Foto | Objektbezeichnung          | Typ | Adresse             | Koordinaten     |
| ------- | ---- | -------------------------- | --- | ------------------- | --------------- |
| 09039   |      | Ehemalige Gummibandweberei | E   | Stadtbühlstrasse 12 | 736726 / 252840 |

### Grabs
| KGS-Nr. | Foto | Objektbezeichnung                             | Typ | Adresse                    | Koordinaten     |
| ------- | ---- | --------------------------------------------- | --- | -------------------------- | --------------- |
| 08149   |      | Schloss Werdenberg                            | E   | Werdenberg, Städtli        | 753366 / 226145 |
| 08151   |      | Mühle, Säge, Wollwäscherei und Hammerschmitte | O   | Glockenweg                 | 751560 / 227420 |
| 10126   |      | Stadtbefestigung                              | O   | Werdenberg                 | 753470 / 226130 |
| 10127   |      | Schlangenhaus                                 | E   | Werdenberg, Städtli 14     | 753432 / 226045 |
| 11760   |      | Mittelalterliche Ständerbaureihe              | O   | Werdenberg, Städtli 2–7    | 753467 / 226106 |
| 11771   |      | Haus                                          | E   | Werdenberg, Städtli 16     | 753419 / 226053 |
| 11772   |      | Haus                                          | E   | Werdenberg, Städtli 23     | 753445 / 226102 |
| 11773   |      | Doppelhaus                                    | O   | Werdenberg, Städtli 24, 25 | 753459 / 226127 |

### Hemberg
| KGS-Nr. | Foto | Objektbezeichnung | Typ | Adresse                | Koordinaten     |
| ------- | ---- | ----------------- | --- | ---------------------- | --------------- |
| 10128   |      | Rotes Haus        | E   | Bächli, Bruggstrasse 9 | 732243 / 240188 |

### Kirchberg
| KGS-Nr. | Foto | Objektbezeichnung                                                              | Typ | Adresse      | Koordinaten     |
| ------- | ---- | ------------------------------------------------------------------------------ | --- | ------------ | --------------- |
| 10129   |      | Katholische Pfarr- und Wallfahrtskirche St. Peter und Paul (Heiligkreuzkirche) | E   | Wilerstrasse | 720885 / 252442 |

### Lichtensteig
| KGS-Nr. | Foto | Objektbezeichnung | Typ | Adresse        | Koordinaten     |
| ------- | ---- | ----------------- | --- | -------------- | --------------- |
| 08178   |      | Altes Rathaus     | E   | Hintergasse 22 | 724592 / 242636 |

### Mels
| KGS-Nr. | Foto | Objektbezeichnung                                       | Typ | Adresse  | Koordinaten     |
| ------- | ---- | ------------------------------------------------------- | --- | -------- | --------------- |
| 08189   |      | Castels (prähistorische-mittelalterliche Höhensiedlung) | A   |          | 749930 / 212825 |
| 09651   |      | St. Peter und Paul (frühmittelalterliche Kirchen)       | A   | Kirchweg | 750725 / 212520 |

### Neckertal
| KGS-Nr. | Foto | Objektbezeichnung  | Typ | Adresse                       | Koordinaten     |
| ------- | ---- | ------------------ | --- | ----------------------------- | --------------- |
| 08194   |      | Haus Näf           | E   | St. Peterzell, Furt 520       | 729375 / 243310 |
| 08195   |      | Oberes Türmlihaus  | E   | St. Peterzell, Furtstrasse 93 | 729836 / 243289 |
| 10141   |      | Unteres Türmlihaus | E   | St. Peterzell, Furtstrasse 95 | 729744 / 243262 |

### Nesslau
| KGS-Nr. | Foto | Objektbezeichnung              | Typ | Adresse                               | Koordinaten     |
| ------- | ---- | ------------------------------ | --- | ------------------------------------- | --------------- |
| 08176   |      | Ehemaliges Benediktinerkloster | O   | Neu St. Johann, Johanneumstrasse 1, 3 | 732888 / 232398 |
| 10142   |      | Haus                           | E   | Neu St. Johann, Sidwaldstrasse 6      | 732937 / 232568 |

### Niederbüren
| KGS-Nr. | Foto | Objektbezeichnung                         | Typ | Adresse          | Koordinaten     |
| ------- | ---- | ----------------------------------------- | --- | ---------------- | --------------- |
| 08519   |      | Textilmuseum Sorntal                      | M   | Sorntal          | 735146 / 259658 |
| 10143   |      | Wohnhaus bzw. Gasthaus zur Alten Herberge | E   | Staatsstrasse 35 | 733066 / 258808 |

### Niederhelfenschwil
| KGS-Nr. | Foto | Objektbezeichnung                            | Typ | Adresse                    | Koordinaten     |
| ------- | ---- | -------------------------------------------- | --- | -------------------------- | --------------- |
| 08205   |      | Katholische Pfarrkirche St. Johannes Baptist | E   | Dorf                       | 731792 / 259840 |
| 08206   |      | Schloss Zuckenriet                           | E   | Zuckenriet, Schlossstrasse | 729994 / 261197 |

### Oberriet
| KGS-Nr. | Foto | Objektbezeichnung                             | Typ | Adresse            | Koordinaten     |
| ------- | ---- | --------------------------------------------- | --- | ------------------ | --------------- |
| 08213   |      | Montlingerberg (prähistorische Höhensiedlung) | A   | Montlingen         | 762360 / 245140 |
| 08215   |      | Ruine Wichenstein                             | A E | Wichensteinstrasse | 759880 / 243960 |

### Pfäfers
| KGS-Nr. | Foto | Objektbezeichnung                      | Typ | Adresse            | Koordinaten     |
| ------- | ---- | -------------------------------------- | --- | ------------------ | --------------- |
| 08222   |      | Altes Bad mit Kapelle                  | E   | Bad Pfäfers        | 755923 / 204562 |
| 08223   |      | Ehemalige Benediktinerabtei            | O   | Wartensteinstrasse | 756965 / 206425 |
| 08224   |      | Drachenloch (paläolithische Wohnhöhle) | A   | Vättis             | 750440 / 199060 |
| 08225   |      | Burgruine Wartenstein                  | A E | Burgweg            | 757600 / 206880 |

### Rapperswil-Jona
| KGS-Nr. | Foto | Objektbezeichnung                                                | Typ    | Adresse            | Koordinaten     |
| ------- | ---- | ---------------------------------------------------------------- | ------ | ------------------ | --------------- |
| 08158   |      | Kirche St. Dionys-Wurmsbach                                      | E      | St. Dionysstrasse  | 707760 / 231686 |
| 08233   |      | Rathaus Rapperswil                                               | E      | Hauptplatz 1       | 704334 / 231510 |
| 08234   |      | Schloss Rapperswil                                               | E      | Schloss            | 704270 / 231621 |
| 08242   |      | Römischer Vicus Centum Prata                                     | A      | Kempraten          | 704630 / 232595 |
| 08573   |      | Archiv und Bibliothek im Polenmuseum, derzeit geschlossen (2024) | Arch B | Schloss (bis 2022) | 704270 / 231621 |
| 09652   |      | Siedlungsreste Technikum                                         | A      | Seedamm            | 704020 / 230945 |

### Rheineck
| KGS-Nr. | Foto | Objektbezeichnung | Typ | Adresse               | Koordinaten     |
| ------- | ---- | ----------------- | --- | --------------------- | --------------- |
| 08248   |      | Löwenhof          | O   | Rorschacherstrasse 15 | 761928 / 259679 |

### Rorschach
| KGS-Nr. | Foto | Objektbezeichnung                                                   | Typ | Adresse           | Koordinaten     |
| ------- | ---- | ------------------------------------------------------------------- | --- | ----------------- | --------------- |
| 08258   |      | Ehemaliges Benediktinerkloster Mariaberg (Kantonales Lehrerseminar) | E   | Seminarstrasse 27 | 754991 / 260013 |
| 08259   |      | Ehemaliges Kornhaus                                                 | E   | Hauptstrasse 58   | 754744 / 260749 |

### Sargans
| KGS-Nr. | Foto | Objektbezeichnung                                | Typ | Adresse        | Koordinaten     |
| ------- | ---- | ------------------------------------------------ | --- | -------------- | --------------- |
| 08270   |      | Schloss Sargans                                  | E   | Schlossstrasse | 751851 / 212957 |
| 08272   |      | Gonzen-Bergwerke: Minen, Ruinen und Schotterwerk | S   | Vild           | 752900 / 213800 |

### Schänis
| KGS-Nr. | Foto | Objektbezeichnung                        | Typ | Adresse        | Koordinaten     |
| ------- | ---- | ---------------------------------------- | --- | -------------- | --------------- |
| 08277   |      | Biberlikopf (römischer Wachtturm)        | A   |                | 723720 / 221480 |
| 08278   |      | Gallusturm                               | E   | Gallusgasse    | 721935 / 224604 |
| 08282   |      | Ehemaliges Damenstift zum Heiligen Kreuz | O   | Rathausplatz 1 | 721828 / 224469 |

### St. Gallen
| KGS-Nr. | Foto | Objektbezeichnung                                                                | Typ    | Adresse                 | Koordinaten     |
| ------- | ---- | -------------------------------------------------------------------------------- | ------ | ----------------------- | --------------- |
| 08295   |      | Ehemaliges Dominikanerinnenkloster St. Katharina                                 | E      | Katharinengasse 15      | 746236 / 254731 |
| 08296   |      | Bahnhof St. Gallen                                                               | E      | Bahnhofplatz 2          | 745705 / 254283 |
| 08297   |      | Hauptpost                                                                        | E      | Bahnhofplatz 5          | 745714 / 254199 |
| 08298   |      | Historisches Museum (Gebäude)                                                    | E      | Museumstrasse 50        | 746682 / 254913 |
| 08299   |      | Kantonsbibliothek und Stadtarchiv (Gebäude)                                      | E      | Notkerstrasse 22        | 746606 / 254962 |
| 08302   |      | Kunstmuseum (Gebäude)                                                            | E      | Museumstrasse 32        | 746583 / 254814 |
| 08303   |      | Reformierte St. Laurenzenkirche                                                  | E      | Marktgasse 25           | 746245 / 254430 |
| 08304   |      | Eisenbahnbrücke Bodensee-Toggenburgbahn (Sitterviadukt)                          | E      | Wägenwaldstrasse        | 742388 / 251672 |
| 08306   |      | Eisensteg Zweibruggen (Haggenbrücke)                                             | E      | Haggenstrasse           | 743472 / 251626 |
| 08310   |      | Kräzern-Strassenbrücke mit Zollhaus                                              | O      | Krätzernstrasse         | 742150 / 252320 |
| 08312   |      | Stiftsbezirk mit Kathedrale, Stiftsgebäude, Stiftsbibliothek und weiteren Bauten | O      | Klosterhof 1–8          | 746297 / 254343 |
| 08314   |      | Broderbrunnen                                                                    | E      | St. Leonhard-Strasse    | 746009 / 254369 |
| 08331   |      | Universität St. Gallen HSG                                                       | O      | Dufourstrasse 48, 50    | 746033 / 255229 |
| 08333   |      | Kantonsschule am Burggraben                                                      | E      | Burggraben 21           | 746485 / 254554 |
| 08348   |      | Tröckneturm                                                                      | E      | Burgweiherweg 569       | 744111 / 253441 |
| 08352   |      | Volksbad                                                                         | E      | Volksbadstrasse 4–6     | 746806 / 254889 |
| 08354   |      | Geschäftshaus Oceanic                                                            | E      | St. Leonhard-Strasse 20 | 745879 / 254290 |
| 08355   |      | Geschäftshaus Washington                                                         | E      | Rosenbergstrasse 20–22  | 745832 / 254539 |
| 08513   |      | Historisches und Völkerkundemuseum (Sammlung)                                    | Arch M | Museumstrasse 50        | 746682 / 254913 |
| 08515   |      | Textilmuseum (Sammlung)                                                          | M      | Vadianstrasse 2         | 745986 / 254307 |
| 08516   |      | Naturmuseum (Sammlung)                                                           | M      | Rorschacher Strasse 263 | 748605 / 256165 |
| 08517   |      | Kunstmuseum (Sammlung)                                                           | M      | Museumstrasse 32        | 746594 / 254825 |
| 08552   |      | Museum im Lagerhaus                                                              | M      | Davidstrasse 44         | 745517 / 253887 |
| 08775   |      | Stiftsbibliothek, Musikaliensammlung                                             | B      | Klosterhof 6d           | 746295 / 254245 |
| 08776   |      | Stiftsarchiv                                                                     | B      | Klosterhof 1            | 746296 / 254239 |
| 08795   |      | Staatsarchiv des Kantons St. Gallen                                              | Arch   | Klosterhof 1            | 746295 / 254382 |
| 08815   |      | Kantonsbibliothek (Sammlung)                                                     | Arch B | Notkerstrasse 22        | 746606 / 254962 |
| 08995   |      | Stadttheater                                                                     | E      | Museumsstrasse 24       | 746501 / 254716 |
| 09342   |      | Kantonsbibliothek (Vadiana)                                                      | E      | Notkerstrasse 22        | 746607 / 254956 |
| 09343   |      | Stiftsbibliothek                                                                 | E      | Klosterhof 6d           | 746298 / 254242 |
| 09511   |      | Lokremise mit Wasserturm                                                         | O      | Grünbergstrasse 7       | 745400 / 254082 |
| 09654   |      | Mittelalterliche/neuzeitliche Stadt                                              | A      |                         | 746240 / 254400 |
| 10154   |      | Katholische Pfarrkirche St. Maria Neudorf                                        | O      | Rorschacherstrasse 257  | 748492 / 256066 |

### St. Margrethen
| KGS-Nr. | Foto | Objektbezeichnung          | Typ | Adresse | Koordinaten     |
| ------- | ---- | -------------------------- | --- | ------- | --------------- |
| 08358   |      | Alte Kirche St. Margaretha | E   | Wasen   | 764605 / 258377 |

### Tübach
| KGS-Nr. | Foto | Objektbezeichnung                     | Typ | Adresse         | Koordinaten     |
| ------- | ---- | ------------------------------------- | --- | --------------- | --------------- |
| 08373   |      | Kapuzinerinnenkloster St. Scholastika | O   | Schulstrasse 38 | 751863 / 260861 |

### Uzwil
| KGS-Nr. | Foto | Objektbezeichnung         | Typ | Adresse                  | Koordinaten     |
| ------- | ---- | ------------------------- | --- | ------------------------ | --------------- |
| 08382   |      | Villa Waldbühl            | E   | Waldbühl 996             | 727565 / 256327 |
| 08518   |      | Hauser & Wirth Collection | M   | Henau, Felseggstrasse 51 | 726790 / 258221 |

### Waldkirch
| KGS-Nr. | Foto | Objektbezeichnung                            | Typ | Adresse                    | Koordinaten     |
| ------- | ---- | -------------------------------------------- | --- | -------------------------- | --------------- |
| 08386   |      | Katholische Pfarrkirche St. Johannes Baptist | E   | Bernhardzell, Kirchstrasse | 743050 / 259850 |

### Walenstadt
| KGS-Nr. | Foto | Objektbezeichnung                                                                      | Typ | Adresse  | Koordinaten     |
| ------- | ---- | -------------------------------------------------------------------------------------- | --- | -------- | --------------- |
| 09655   |      | St. Georgenberg (prähistorisch-frühmittelalterliche Höhensiedlung / Kapelle St. Georg) | A E | Berschis | 745170 / 218530 |

### Wartau
| KGS-Nr. | Foto | Objektbezeichnung                                                                                  | Typ | Adresse               | Koordinaten     |
| ------- | ---- | -------------------------------------------------------------------------------------------------- | --- | --------------------- | --------------- |
| 08396   |      | Gretschins-Herrenfeld/Ochsenberg (prähistorische Siedlung/Opferplatz/mittelalterliche Burg, Ruine) | A   | Gretschins, Burghalde | 755750 / 218420 |
| 08397   |      | Walser Rathaus auf Palfries                                                                        | E   | Palfries              | 748974 / 218058 |

### Weesen
| KGS-Nr. | Foto | Objektbezeichnung                                            | Typ | Adresse                             | Koordinaten     |
| ------- | ---- | ------------------------------------------------------------ | --- | ----------------------------------- | --------------- |
| 09656   |      | Altweesen (spätrömisches Kastell / mittelalterliche Wüstung) | A   | Bahnhofstrasse / Ziegelbrückstrasse | 725480 / 221515 |

### Wil
| KGS-Nr. | Foto | Objektbezeichnung                                 | Typ | Adresse          | Koordinaten     |
| ------- | ---- | ------------------------------------------------- | --- | ---------------- | --------------- |
| 08106   |      | Wallfahrtskirche Maria-Hilf, Dreibrunnen          | E   | Kapellstrasse    | 719580 / 259072 |
| 08413   |      | Baronenhaus                                       | E   | Marktgasse 73    | 721479 / 258636 |
| 08414   |      | Hof                                               | O   | Marktgasse 88–90 | 721485 / 258680 |
| 09341   |      | Dominikanerinnenkloster St. Katharina, Bibliothek | B   | Klosterweg 7     | 721501 / 258366 |

### Wildhaus-Alt St. Johann
| KGS-Nr. | Foto | Objektbezeichnung                            | Typ | Adresse                | Koordinaten     |
| ------- | ---- | -------------------------------------------- | --- | ---------------------- | --------------- |
| 08071   |      | Wildenmannlisloch (paläolithische Wohnhöhle) | E   | Alt St. Johann         | 737730 / 225690 |
| 08422   |      | Geburtshaus von Ulrich Zwingli               | E   | Wildhaus, Lisighus 167 | 744059 / 229520 |